# Syndicat mixte d'aménagement et de gestion des étangs et rigoles
Le syndicat mixte d'aménagement et de gestion des étangs et rigoles (SMAGER) est un organisme public qui regroupe le département des Yvelines, neuf communes : Auffargis, Les Bréviaires, Coignières, Les Essarts-le-Roi, Le Mesnil-Saint-Denis, Le Perray-en-Yvelines, Saint-Léger-en-Yvelines, La Verrière et Vieille-Église-en-Yvelines, ainsi que la base de loisirs de Saint-Quentin-en-Yvelines.
Ce syndicat gère un réseau de rigoles et d'étangs, de l'étang de la Tour à Rambouillet à l'étang de St Quentin en Yvelines à Trappes, qui appartenaient autrefois au système d'approvisionnement en eau du parc de Versailles.
Créé le 5 janvier 1982, ce syndicat a d'abord été présidé par Paul-Louis Tenaillon, alors président du Conseil général des Yvelines, puis à partir du 25 avril 1985 et jusqu'en 2004 par Christine Boutin. Son siège est à Versailles, 73 avenue de Paris.